# 福尔韦克
福尔韦克是德国下萨克森州的一个市镇。总面积21.66平方公里，总人口1052人，其中男性520人，女性532人（2011年12月31日），人口密度49人/平方公里。